# ميريديان (فندق)
سلسلة فنادق لو ميريديان (Le Méridien) هي علامة تجارية فندقية عالمية راقية تركز على التصميم مع منظور أوروبي. ومقرها أصلا في فرنسا والمملكة المتحدة، ماريوت تمتلك الآن سلسلة. حتى 30 يونيو 2020، لديها محفظة من 112 فندقاً مفتوحاً مع 29,549 غرفة وخط أنابيب من 29 فندقاً مع 7,156 غرفة قادمة.